# Mojsej Zeldowicz

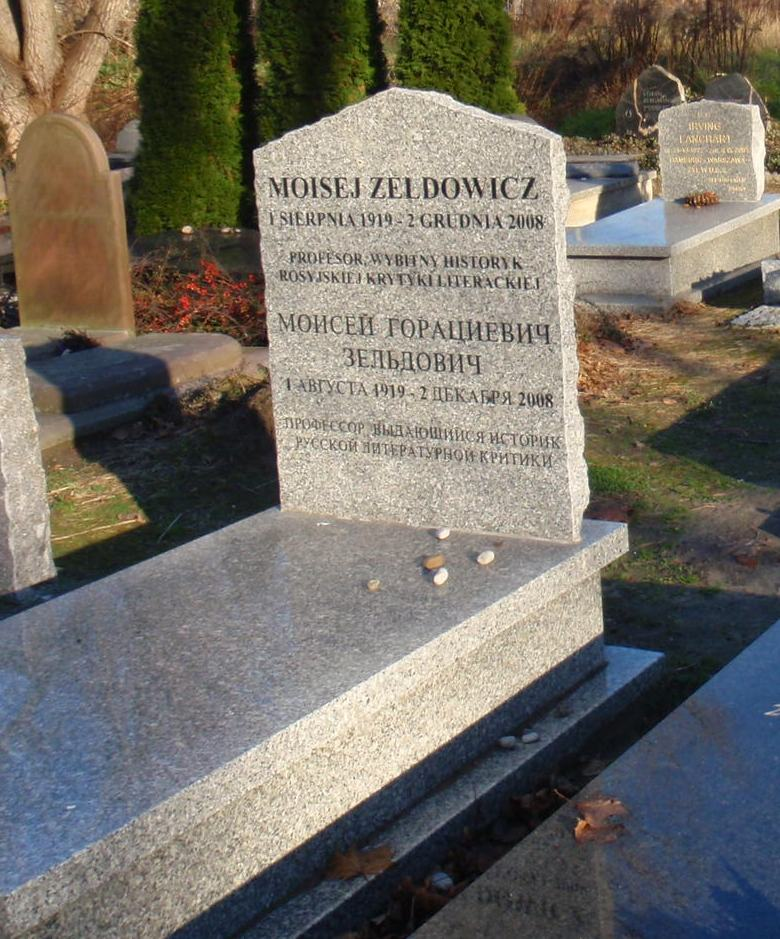
Grób Mojseja Zeldowicza na cmentarzu żydowskim przy ul. Okopowej w Warszawie

Mojsej Zeldowicz (ukr. Мойсей Гораційович Зельдович; ur. 1 sierpnia 1919 w Kamieńcu Podolskim, zm. 2 grudnia 2008 w Warszawie) – ukraiński literat żydowskiego pochodzenia, historyk rosyjskiej krytyki literackiej.
W 1942 ukończył studia na uniwersytecie w Kyzył Ordzie w Kazachskiej SRR. Następnie był tłumaczem w obozach dla jeńców niemieckich. W 1947 wstąpił do Komunistycznej Partii Związku Radzieckiego. W latach 1948–1998 był wykładowcą literatury rosyjskiej na Charkowskim Uniwersytecie Państwowym im. Maksyma Gorkiego. W 1969 otrzymał stopień doktora nauk filozoficznych, a w 1972 tytuł profesora. Badał problemy teorii realizmu; filozoficzne i literackie dziedzictwo klasyków marksizmu i leninizmu oraz rosyjskich demokratów teorii rewolucyjnych; historię i metodologię krytyki literackiej.
W 1999 przeprowadził się do Polski, gdzie mieszkał do końca życia (1999–2001 w Bydgoszczy, 2001–2006 w Toruniu, 2006–2008 w Warszawie). Jest pochowany na cmentarzu żydowskim przy ulicy Okopowej (kwatera 2).